# Philipp Schumacher (Eishockeyspieler)
Philipp Schumacher (* 3. August 1979 in Mannheim) ist ein deutscher Eishockeyspieler, der momentan in der Baden-Württembergliga spielt. Zwischen 1997 und 2002 bestritt er 120 DEL-Spiele für die Adler Mannheim und Frankfurt Lions.

## Spielerkarriere
Der 1,90 m große Stürmer begann seine Karriere in der Jugend des Mannheimer ERC, 1994 spielte er erstmals für die Jungadler, das Juniorenteam der neu ausgegliederten Profimannschaft Adler Mannheim.
In der DEL stand der Linksschütze zum ersten Mal in der Saison 1997/98 auf dem Eis. Für die Adler absolvierte Schumacher bis 2000 32 Erstligaspiele und wurde 1999 Deutscher Meister. Zur folgenden Spielzeit unterschrieb der Angreifer einen Vertrag beim Ligakonkurrenten Frankfurt Lions, für die er zwei Jahre lang spielte und die er dann in Richtung EC Bad Nauheim aus der 2. Bundesliga verließ.
2004 kehrte Schumacher zurück nach Mannheim, wo er auf Amateurbasis für den Mannheimer ERC in der Baden-Württembergliga spielte und Zahnmedizin in Heidelberg studierte.

### International
Für die deutsche Juniorennationalmannschaft absolvierte Philip Schumacher zwölf Spiele bei den U20-Weltmeisterschaften 1998 und 1999. 2001 wurde er für die Herrennationalmannschaft von Hans Zach nominiert. Er absolvierte den Slovakia Cup und schoss ein Tor in drei Spielen.

## Karrierestatistik
| 1997/98              | Adler Mannheim       | DEL                  | 3   | 0  | 0  | 0  | 0   | –  | – | – | – | –  |
| 1998/99              | Adler Mannheim       | DEL                  | 14  | 0  | 1  | 1  | 2   | 1  | 0 | 0 | 0 | 0  |
| 1999/00              | Adler Mannheim       | DEL                  | 13  | 0  | 0  | 0  | 0   | 1  | 0 | 0 | 0 | 0  |
| 1999/00              | Jungadler Mannheim   | OL                   | 50  | 22 | 33 | 55 | 56  |    |   |   |   |    |
| 2000/01              | Frankfurt Lions      | DEL                  | 57  | 3  | 5  | 8  | 6   | –  | – | – | – | –  |
| 2001/02              | Frankfurt Lions      | DEL                  | 33  | 0  | 3  | 3  | 4   | –  | – | – | – | –  |
| 2001/02              | EC Bad Nauheim       | 2. BL                | 27  | 8  | 10 | 18 | 6   | 10 | 3 | 3 | 6 | 4  |
| 2002/03              | EC Bad Nauheim       | 2. BL                | 56  | 7  | 16 | 23 | 44  | 5  | 1 | 0 | 1 | 4  |
| 2003/04              | EC Bad Nauheim       | 2. BL                | 43  | 5  | 6  | 11 | 55  | 10 | 0 | 1 | 1 | 12 |
| 2004/05              | Mannheimer ERC       | BWL                  | 17  | 19 | 37 | 56 | 42  |    |   |   |   |    |
| 2005/06              | Mannheimer ERC       | BWL                  | 17  | 36 | 40 | 76 | 45  |    |   |   |   |    |
| 2006/07              | Mannheimer ERC       | BWL                  | 27  | 22 | 48 | 70 | 83  |    |   |   |   |    |
| 2007/08              | Mannheimer ERC       | BWL                  | 5   | 3  | 4  | 7  | 6   |    |   |   |   |    |
| 2. Bundesliga gesamt | 2. Bundesliga gesamt | 2. Bundesliga gesamt | 126 | 20 | 32 | 52 | 105 | 25 | 4 | 4 | 8 | 20 |
| DEL gesamt           | DEL gesamt           | DEL gesamt           | 120 | 3  | 9  | 12 | 12  | 2  | 0 | 0 | 0 | 0  |

(Legende zur Spielerstatistik: Sp oder GP = absolvierte Spiele; T oder G = erzielte Tore; V oder A = erzielte Assists; Pkt oder Pts = erzielte Scorerpunkte; SM oder PIM = erhaltene Strafminuten; +/− = Plus/Minus-Bilanz; PP = erzielte Überzahltore; SH = erzielte Unterzahltore; GW = erzielte Siegtore; 1 Play-downs/Relegation; Kursiv: Statistik nicht vollständig)